# Brownsville (Texas)
Brownsville je město v okresu Cameron County ve státě Texas ve Spojených státech amerických. K roku 2020 zde žilo 186 738 obyvatel. S celkovou rozlohou 378,9 km² byla hustota zalidnění 492,9 obyvatel na km².
S mexickým Matamoros tvoří hraniční dvojměstí.